# Abdij van Baindt
De Abdij van Baindt was een tot de Zwabische Kreits behorende rijksabdij binnen het Heilige Roomse Rijk.
In 1227 werd in Seefelden een vrouwenklooster gesticht. Het klooster werd verlegd naar Mengen in 1231 naar Boos. In 1237 werd het klooster onder de Cisterciënzer Orde gesteld.
In 1240 leverde Schenk Koenraad van Winterstetten de gemeenschap een nieuwe vestigingsplaats in Baindt. Keizer Frederik II plaatste het klooster op 21 augustus 1240 onder de bescherming van het Rijk. Het klooster werd rijksvrij, maar had geen eigen territorium. In 1562 werd de abdis toegelaten tot het College van Zwabische Rijksprelatenc in de Rijksdag, waar ze meestal door de abt van Salem werd vertegenwoordigd.
Paragraaf 24 van de Reichsdeputationshauptschluss van 25 februari 1803 gaf de abdij aan de graaf van Aspremont-Lynden voor het verlies van Reckheim.
Artikel 24 van de Rijnbondakte van 12 juli 1806 stelde het graafschap Baindt onder de soevereiniteit van het koninkrijk Württemberg: de mediatisering.